# 玛丽亚·维特罗娃
玛丽亚·费多西夫娜·维特罗娃（romanized: Mariia Fedosiivna Vetrova，1870年1月3日—1897年2月24日），乌克兰教师和革命家，她因参加反沙皇出版活动被捕，在彼得保罗要塞自焚身亡。她的死亡促进了反沙皇学生运动进一步扩大，同时激励了作家托尔斯泰和马克西姆·高尔基。

## 生平
维特罗娃出生于俄罗斯帝国切尔尼戈夫省索洛尼夫卡（现乌克兰切尔尼戈夫州），她的生母是哥萨克人，生父是一名公证人。由于是私生子，维特罗娃由一名农妇抚养长大。
1888 年，她大学毕业成为一名教师，在乌克兰切尔尼戈夫州柳别赫的一所乡村学校任教。在乡村，维特罗娃孤身一人，领着教师的微薄工资。 1889年4月，忍受不了孤寂和低薪的维特罗娃选择加入乌克兰演员米科拉·萨多夫斯基剧团。剧团在乌克兰全境巡回演出，由于剧团的资金本不宽裕，演员穿着基本服装在仅有布景的小剧院演出。当维特罗娃第一次演出时，她由于怯场未能成功进行演出，随后离开了剧团。
维特罗娃搬到亚速重拾教师的工作。在亚速，她加入了当地的社会主义小组，并与来自塔甘罗格的民粹派人士安提普·库拉科夫成为好友。受到列夫·托尔斯泰的文章《什么是幸福？》的启发，她越来越希望可以继续学业。
1894年，她离开亚速并前往圣彼得堡国立大学就读。不久，她就对大学的教授们感到失望，她没有从教授们的课程中得到提升。1895年，她遇到了托尔斯泰本人，托尔斯泰激励她成为一名革命者。随后，她进入奥布霍夫国立工厂的工人学校教授俄语和数学。1897 年 6 月 24 日，沙皇当局在圣彼得堡对涉嫌参与民粹派印刷活动的人进行了大规模逮捕。由于维特罗娃与被捕的民粹派人士有所结识，引起当局的怀疑。1897年1月2日，她因持有反政府宣传品而被捕，并涉嫌参与革命印刷活动。她被监禁在彼得保罗要塞，于1897年2月20日自焚，并于1897年2月24日因烧伤死亡。 当局试图掩盖她的自杀事件，将维特罗娃埋葬在血腥星期日遇难者纪念公墓。

## 影响
维特罗娃的死讯在不久后被泄露，引发了圣彼得堡、莫斯科和基辅的学生抗议，作家列夫·托尔斯泰本人也对她表示了哀悼。1897年3月4日，五千人聚集在圣彼得堡喀山大教堂悼念维特罗娃，但追悼会被当局禁止，同时当局被捕了850名示威者。
前苏联经济学家斯坦尼斯拉夫·斯特鲁米林日后回忆说，这一天是他的“烈火洗礼”，纪念维特罗娃的活动也是反对沙皇独裁统治持续公众活动时期的开始。喀山大教堂的运动成为日后进一步学生示威运动的起点，后续1901年的一次反沙皇示威运动，促成了高尔基写成著名短篇诗歌《海燕》。维特罗娃被乌克兰作家米科拉·沃罗尼和鲍里斯·赫林琴科追认她为革命烈士。 米科拉·沃罗尼亲自为维特罗娃撰写了讣告。